# Sacundin Ben Samba
Sacundin Ben Samba é o segundo álbum de estúdio pelo canto e guitarrista brasileiro Jorge Ben, lançado em 1964.

## Musica e letras
O álbum é estilisticamente muito similar para o álbum debute do Jorge Ben, Samba Esquema Novo, mais agora com a retórica de música de protesto, inspirado por músicos como João de Vale e Zé Keti e encontrado em canções como "Não desanima João", "Jeitão de preto velho", e "A princesa e o plebeu".

## Recepção critica
| Críticas profissionais | Críticas profissionais |
| Avaliações da crítica  | Avaliações da crítica  |
| Fonte                  | Avaliação              |
| ---------------------- | ---------------------- |
| Tom Hull – on the Web  | B+                     |

Junto com os primeiros dois álbum do Jorge Ben, Sacundin Ben Samba foi descrevido pelo Will Hermes como "blueprint para grande parte das canções populares brasileira modernas." O critico musical Rodney Taylor falou que o Ben "ele mesmo se corrige... com os arranjos de bandas maiores dando corpo ao seu som em vez de abafá-lo."

## Faixas
Todas de autoria de Jorge Ben Jor, exceto onde indicado.
| Lado A |                      |                                    |         |  |
| N.º    | Título               | Compositor(es)                     | Duração |  |
| 1.     | "Anjo Azul"          |                                    | 2:48    |  |
| 2.     | "Nena Naná"          |                                    | 2:52    |  |
| 3.     | "Vamos Embora "Uau"" |                                    | 2:32    |  |
| 4.     | "Capoeira"           |                                    | 2:48    |  |
| 5.     | "Gimbo"              |                                    | 2:35    |  |
| 6.     | "Carnaval Triste"    | Paulo Bruce / Sergio C. de Almeida | 2:33    |  |

| Lado B |                                    |                |         |  |
| N.º    | Título                             | Compositor(es) | Duração |  |
| 1.     | "A Princesa e o Plebeu (O Plebeu)" |                | 3:25    |  |
| 2.     | "Menina do Vestido Coral"          |                | 3:31    |  |
| 3.     | "Pula Baú"                         |                | 2:28    |  |
| 4.     | "Jeitão de Preto Velho"            |                | 3:04    |  |
| 5.     | "Espero por Você"                  | João Mello     | 2:04    |  |
| 6.     | "Não Desanima João"                |                | 3:14    |  |

## Músicos
- Jorge Ben – voz, violão

O grupo Meirelles e os Copa 5:
- J.T. Meirelles - saxofone tenor, arranjos
- Luís Carlos Vinhas - piano, arranjos
- Manuel Gusmão – baixo
- Pedro Paulo Siqueira – trompete
- Dom Um Romão – bateria

O grupo Bossa Três:
- Luís Carlos Vinhas - piano, arranjos
- Tião Neto: baixo
- Edison Machado: bateria

## Ficha Técnica
- Produção: Armando Pittigliani
- Técnico de gravação: Célio Sebastião Martins
- Engenharia de som: Sylvio M. Rabello
- Capa (foto): Mafra
- Layout: Paulo Bréves